# Karl Etzel

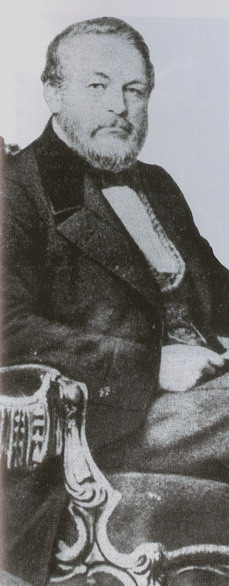
Karl Etzel

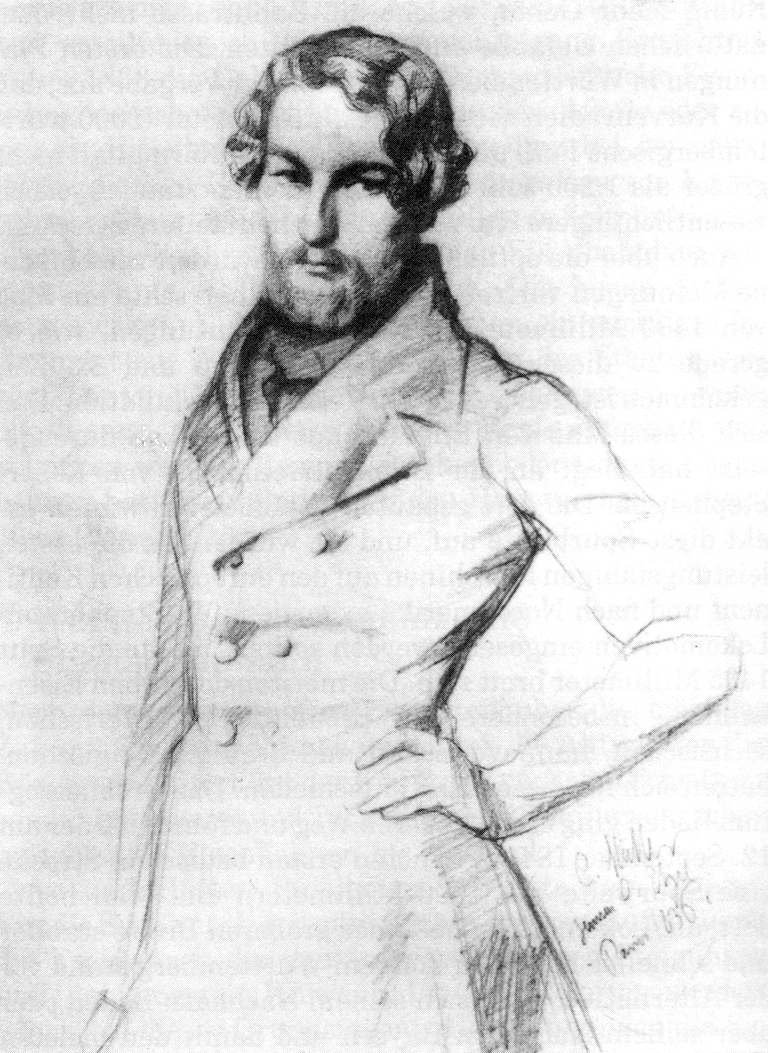
Karl Etzel 1836, im Alter von etwa 24 Jahren

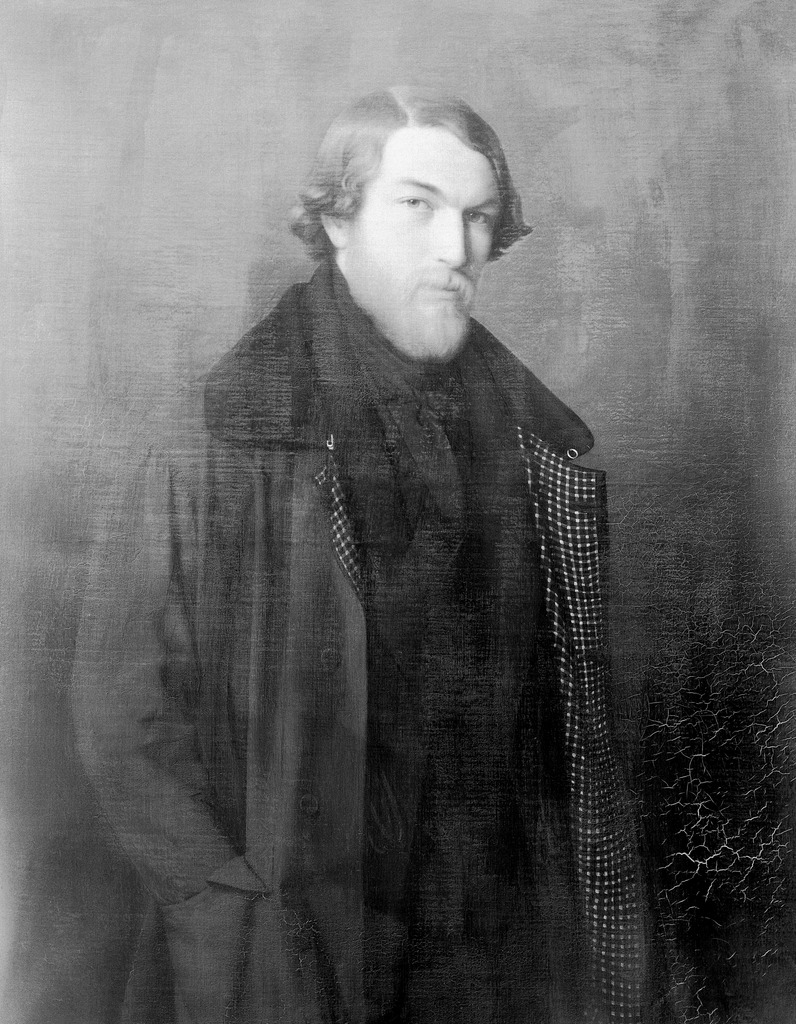
Karl Etzel 1839, im Alter von etwa 27 Jahren

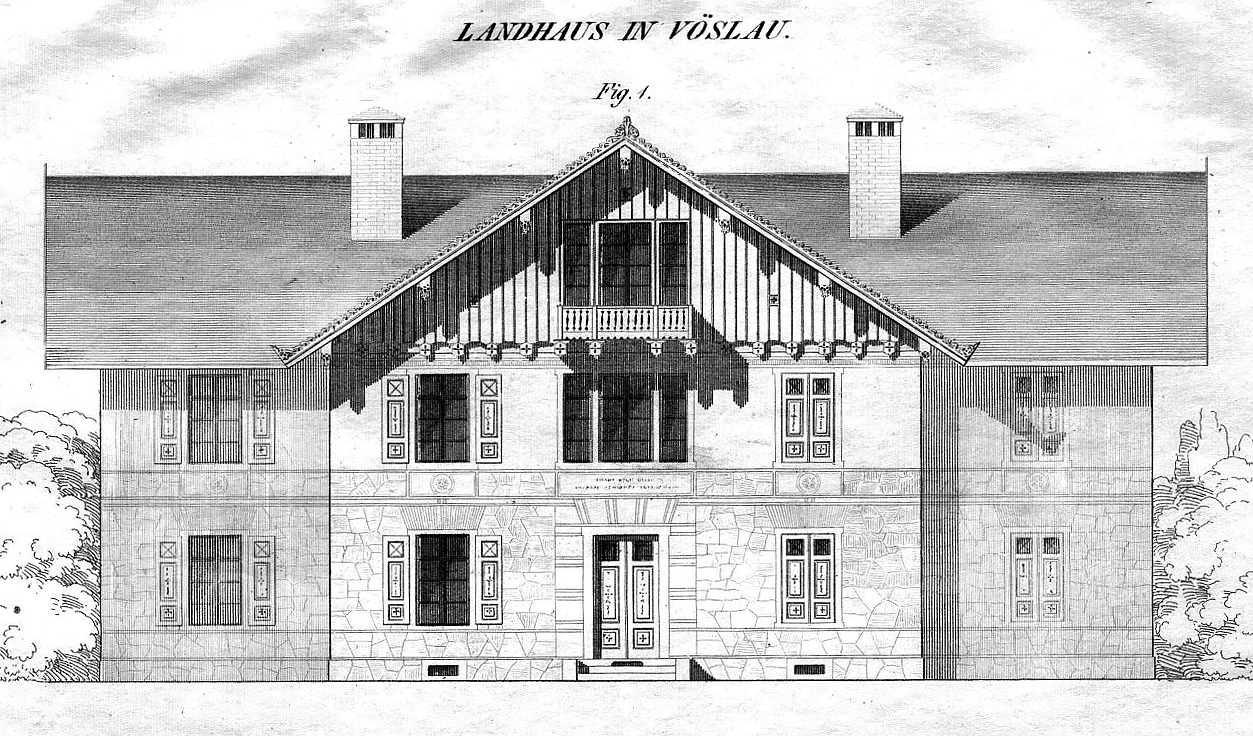
Landhaus „Schweizerhaus“ in Vöslau, erbaut 1842–1843

Karl Etzel, ab 1853 von Etzel, auch Carl (* 6. Januar 1812 in Stuttgart, Königreich Württemberg; † 2. Mai 1865 in Kemmelbach, Niederösterreich, Kaisertum Österreich), war ein deutscher Eisenbahn-Bauingenieur und Architekt. Er schuf zahlreiche bekannte Eisenbahnstrecken, Brücken und Viadukte, darunter den Bietigheimer Eisenbahnviadukt.

## Leben
Karl Etzel war der Sohn des Stuttgarter Bauingenieurs Gottlieb Christian Eberhard von Etzel, des Erbauers der Neuen Weinsteige in Stuttgart. Weil der Vater 1811–1812 in Heilbronn die Villa Rauch und die Villa Mertz baute, entstand die Legende vom Geburtsort Heilbronn. Stuttgart ist jedoch durch das Taufbuch als Geburtsort belegt.
Karl Etzel war eigentlich für ein Theologiestudium vorgesehen und absolvierte zunächst das Seminar Blaubeuren. Doch anschließend ging er nicht ins Tübinger Stift, sondern an die Gewerbeschule Stuttgart, wo er von 1831 bis 1835 u. a. bei Nikolaus Friedrich von Thouret studierte. Zuhause bildete ihn der Vater weiter, der mittlerweile Ministerialreferent für das königlich württembergische Straßen-, Brücken- und Wasserbauwesen wurde. Zusätzlich besuchte Karl Etzel auch die Kunstakademie und war dabei so erfolgreich, dass er auch Maler hätte werden können. Ab 1835 war Karl Etzel beim Eisenbahnbau in Frankreich tätig, unter anderem bei der Bahn Paris (Saint-Lazare)–Saint-Germain-en-Laye mit der Seine-Brücke bei Asnières-sur-Seine (während der Februarrevolution 1848 zerstört und später wiederaufgebaut). Ab 1837 war er Oberingenieur beim Bau der Versailler Bahn. 1839 kehrte er nach Württemberg zurück und befasste sich im Auftrag von König Wilhelm mit der Frage, ob der Bau von Eisenbahnen für Württemberg in Frage käme.
Da er zu dem Schluss kam, dass Württemberg für das neue Verkehrsmittel noch nicht reif war, ging er 1840 nach Wien, wo er verschiedene Hochbauten ausführte. Gemeinsam mit Ludwig Förster errichtete er dort für das (erste) Dianabad die erste Schwimmhalle in Stahlbauweise auf dem Kontinent. 1843 wurde er als Oberbaurat in Württemberg angestellt, hier wirkte er unter anderem maßgeblich am Bau der Württembergischen Hauptbahn und der Geislinger Steige – der ersten Querung eines Mittelgebirges in Europa – mit. Er baute in Stuttgart den ersten Zentralbahnhof, der am 26. September 1846 eröffnet wurde.
1853 wechselte Etzel als Bauleiter zur Schweizerischen Centralbahn (SCB), wo er unter anderem den Bau des Hauensteinlinie mit deren Tunnel leitete, sowie an der Planung für das Sitterviadukt der Sankt Gallisch-Appenzellischen Eisenbahn (SGAE) und am ersten Grandfey-Viadukt mitwirkte.
Anschließend schuf er in Österreich sein berühmtestes und größtes Werk, die Brennerbahn (1864–1867), deren Fertigstellung er jedoch er nicht mehr erlebte.
Karl von Etzel erlitt am 13. November 1864 einen Schlaganfall und bat deshalb um seine Entlassung. Während der Bahnfahrt eines Sonderzugs nach Stuttgart-Cannstatt, wo er sich in der nach seinen Entwürfen gebauten und eingerichteten Villa Etzel zur Ruhe setzen wollte, starb er am 2. Mai 1865 in dem zwischen Wien und Linz gelegenen Ort Kemmelbach an einem zweiten Schlaganfall.
In seinem Leben hatte Etzel über 1.500 Kilometer Eisenbahnen selbständig gebaut und daneben größere und kleinere Schriften verfasst, so im Jahr 1844 einige Artikel für die von ihm redigierte Stuttgarter Eisenbahn-Zeitung. Seine von ihm herausgegebenen Instruktionen sind in einer unübertrefflichen Kürze abgefasst.
Karl von Etzel war seit 1847 mit Marie (* 1828) verheiratet, einer Tochter von Karl von Gärttner, die ihn bis zu seinem Tod pflegte und mit der er eine Tochter und zwei Söhne hatte. Die einzige Tochter Klara (* 19. Februar 1848 in Cannstatt; † 16. Februar 1921 in Stuttgart) heiratete 1868 den württembergischen Finanzbeamten und Gesandten Rudolf Moser von Filseck.

## Ehrungen

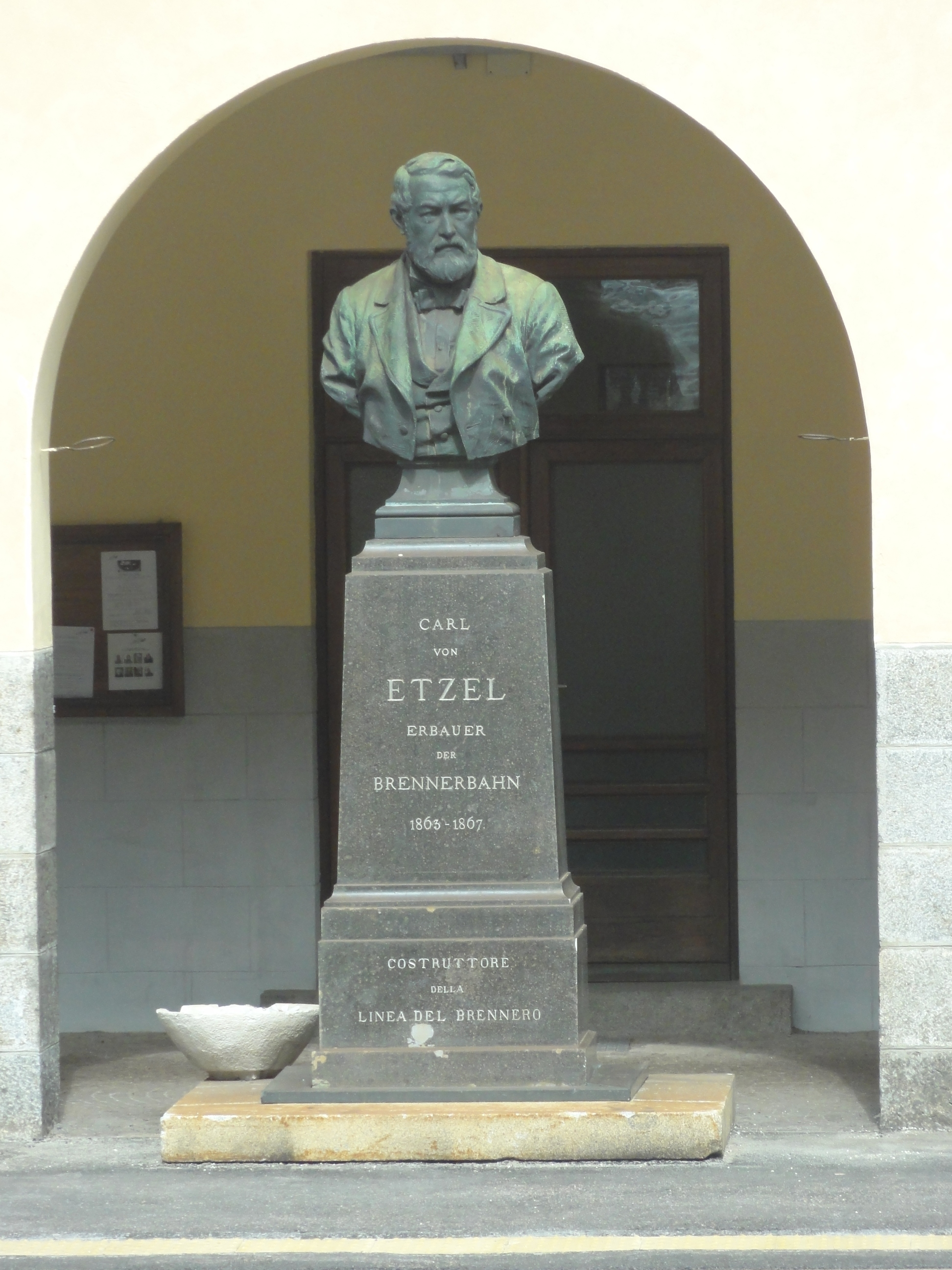
Denkmal am Bahnhof Brenner

1853 wurde Karl Etzel das Ritterkreuz des Ordens der Württembergischen Krone verliehen, das mit dem persönlichen Adel verbunden war.

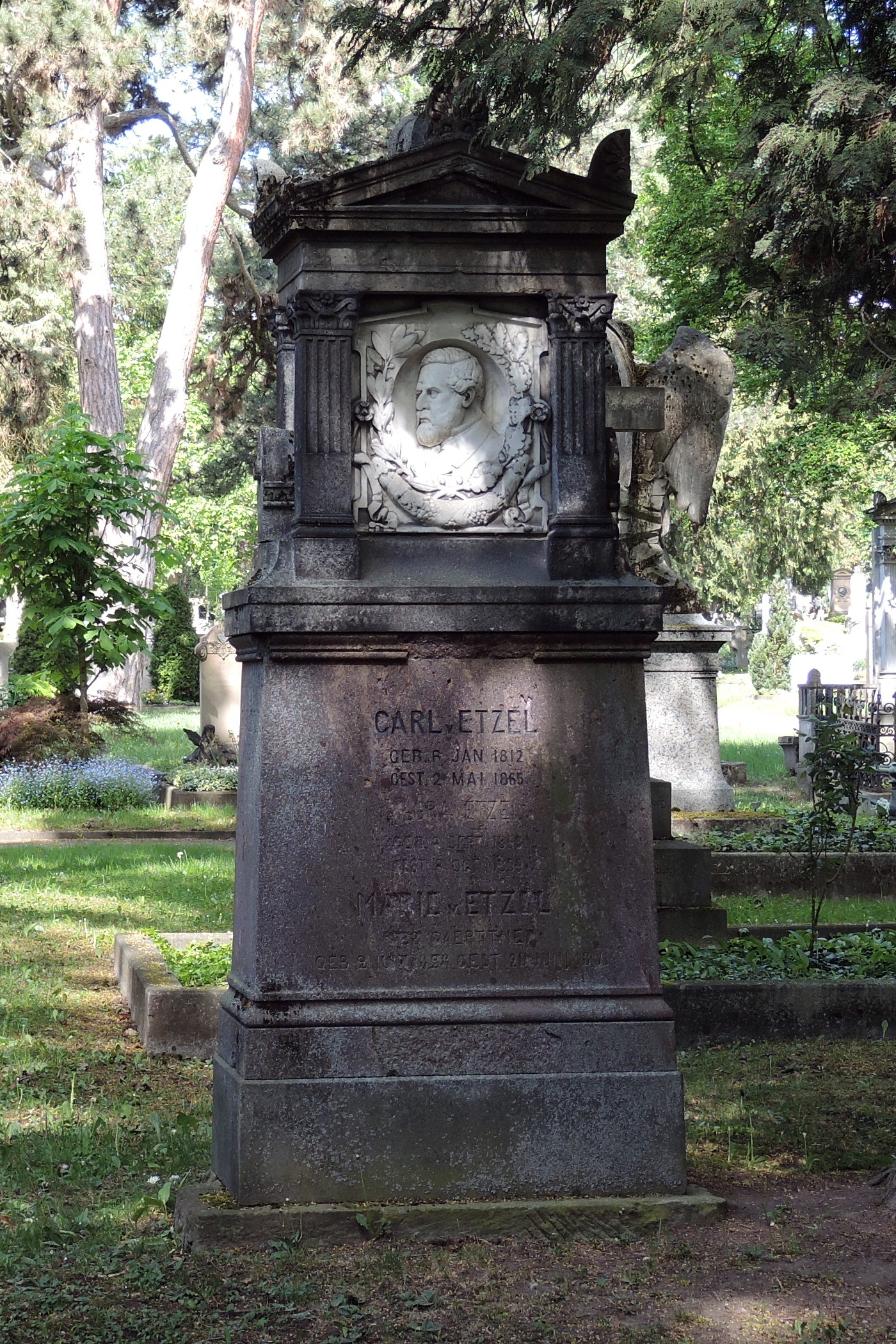
Grabmal auf dem Pragfriedhof in Stuttgart

Sein aus verschiedenen Gesteinen vom Brenner errichtetes Grabmal, das mit einem Reliefbildnis geschmückt ist, steht auf dem Pragfriedhof in Stuttgart.
Ein Denkmal mit einer Büste von Karl von Etzels wurde anlässlich des 25-jährigen Bestehens der Brennerbahn von der k.u.k. privaten Südbahngesellschaft am Bahnhof Brenner errichtet. Infolge der Annexion Südtirols durch das Königreich Italien nach dem Ersten Weltkrieg wurde das von Johann Rathausky geschaffene Denkmal um eine italienischsprachige Inschrift ergänzt.
Eine Straße im Heilbronner Industriegebiet trägt seit 1912 den Namen Etzelstraße. Die Stadt Innsbruck benannte im Dezember 1927 eine entlang der Bahnanlagen verlaufende Straße nach ihm als Ing.-Etzel-Straße. Das Haus Neckartalstraße 67 in Stuttgart-Bad Cannstatt trägt eine Gedenktafel, die an den Bau des Gebäudes durch Karl Etzel im Jahr 1846 erinnert. Die Stadt Stuttgart widmete ihm erst in jüngerer Zeit eine Straße am Hauptbahnhof, auf dem ehemaligen Gelände des Güterbahnhofs (Carl-Etzel-Straße). In der Stadt Graz wurde der Karl-Etzel-Weg in den Stadtbezirken Wetzelsdorf und Straßgang nach ihm benannt. Auch die Stadt Sterzing hat eine Straße nach Etzel benannt (Karl-von-Etzel-Straße).
An der Hauensteinlinie ist in der Nähe von Buckten der Name des Ingenieurs mit großen, kräftig eingetieften Lettern als Inschrift in einer Felswand eingehauen.

## Schriften
- Notwendigkeit und Ausführbarkeit einer Eisenbahn durch Württemberg, 1839.
- Über den Charakter ländlicher Gebäude. In: Allgemeine Bauzeitung, Jahrgang 1842, S. 15–24 (Text); 439 (Pläne). (online bei ANNO).
- Schienenwalzwerk der k.k. privilegirten Südbahn-Gesellschaft in Graz, L. C. Zamarsky & C. Dittmarsch, Wien 1863 (OBV).
- Österreichische Eisenbahnen. Entworfen und ausgeführt in den Jahren 1857 bis 1863. Band II, Hochbau, S.n., Wien 1865 (OBV).